# Family-ga tteotda
Family-ga tteotda (패밀리가 떴다?, Paemilli-ga tteotdaMR, La famiglia è qui, internazionalmente noto come Family Outing) è un varietà comico sudcoreano che faceva parte del contenitore domenicale Good Sunday della SBS insieme a Gold Miss is Coming (골드 미스 가 간다). È andato in onda per la prima volta il 15 giugno 2008 ed è stato uno dei programmi più seguiti della televisione coreana. Il format dello spettacolo prevedeva che la "Famiglia", composta da alcuni personaggi famosi, si recasse in diverse parti della Corea del Sud, prendendosi cura della casa di una famiglia anziana, che nel mentre andava in vacanza. La "Famiglia" eseguiva quindi i compiti lasciati loro dai proprietari di casa, intervallati da giochi divertenti.
Gran parte del format di Family-ga tteotda è considerato influenzato dal suo predecessore su SBS, X-Man, con cui condivideva diversi membri della produzione e del cast. Il programma crea situazioni comiche dalle interazioni dei personaggi e dalla serie di competizioni fisiche e mentali. Punti forti del programma sono anche gli effetti sonori, i brevi testi che appaiono sullo schermo e la musica di sottofondo in conformità con ciò che accade. La musica comprende canzoni a tema personali per i vari membri del cast, spesso coordinate ai loro momenti di lamentela o follia per avere un effetto comico, o schadenfreude.
La prima stagione si è conclusa il 14 febbraio 2010 e una seconda stagione con un cast, un team di produzione e un concept completamente nuovi, è andata in onda fino all'11 luglio 2010.

## Format
Lo spettacolo in genere seguiva un format che comprendeva una serie di archi di due episodi. Queste comprendevano due giorni di riprese, incluso un pernottamento per il cast e la troupe, che venivano successivamente modificate per essere trasmesse in due episodi settimanali. Generalmente, gli eventi che accadono nel primo giorno di riprese vengono mostrati nel primo dei due episodi, invece gli eventi del secondo giorno nel secondo episodio. Questi due giorni di riprese sono stati generalmente girati ogni due settimane. Spesso per la gita di due giorni si univa anche un personaggio famoso ospite.
Il primo dei due episodi inizia tipicamente con una telefonata di Yoo Jae-suk, il conduttore dello spettacolo, che informa i membri della famiglia sul dove e quando riunirsi per il prossimo luogo delle riprese, spesso in una remota regione rurale. Ogni membro arriva, così come gli ospiti, ed iniziano i saluti tra loro e verso il pubblico. All'ospite viene solitamente consegnata una mappa per condurre la Famiglia nella casa in cui soggiornerà per i due giorni consecutivi. Una volta raggiunta la casa, la famiglia saluta e manda i proprietari in vacanza. A questo punto, viene data un'occhiata generale all'elenco delle faccende che i proprietari di casa hanno assegnato loro e poi iniziano a svolgere il primo compito. Mentre si completa la lista delle faccende domestiche, il cast gareggia in varie sfide mentali e fisiche. Dopo aver completato il primo lavoro, la famiglia può procedere al successivo o tornare a casa per preparare la cena. Per quest' ultima attività, la Famiglia di solito si divide in squadre per raccogliere gli ingredienti, pulire, preparare la tavola e cucinare.
Dopo aver cenato, in genere si gioca a un altro gioco prima di prepararsi per andare a dormire. Questo gioco spesso determina le posizioni dei letti o chi sarà responsabile delle faccende da fare di notte o al mattino presto, quasi sempre faticose o estremamente noiose. La classifica per le postazioni notturne è di particolare importanza se i luoghi in cui si passerà la notte includono ambienti particolarmente scomodi, come una stanza fredda e angusta, o accanto a qualcuno di loro incline alla flatulenza. Per determinare la classifica, di solito le donne compongono quella degli uomini in base ai loro comportamenti durante il soggiorno o nelle sfide, e viceversa.
Il secondo dei due episodi inizia tipicamente con la continuazione delle attività della notte precedente. La mattina successiva, Yoo Jae-suk è in genere il primo a essere svegliato dalla troupe e viene quindi assegnato a lui stesso il compito di svegliare gli altri membri della famiglia, spesso con effetti comici. Dopo essersi svegliati, Jae-suk avvia una "missione per svegliarsi", in cui il membro che perde ha il compito di preparare la colazione, insieme ad altri membri che seleziona lui stesso, mentre gli altri possono tornare a dormire. I membri della famiglia a cui è assegnato il compito della colazione sono spesso filmati mentre vanno a raccogliere loro stessi gli ingredienti dai campi del paese che li ospita e poi mentre li cucinano. In questo modo il programma mette in evidenza anche i prodotti regionali e i luoghi di interesse dei villaggi rurali che visitano. Dopo che la famiglia si è svegliata una seconda volta per fare colazione, in genere eseguono le ultime faccende assegnate dai proprietari di casa. Durante il completamento di questi compiti finali, la Famiglia partecipa ad un'ultima competizione prima di tornare a casa. I proprietari di casa vengono quindi mostrati mentre tornano dalle vacanze e salutano la famiglia. L'episodio si conclude con un'anteprima dell'episodio successivo e su chi sarà l'ospite.

## Cast e personaggi
Gran parte dell'intrattenimento e del divertimento deriva dalle interazioni dei membri della famiglia. Le celebrità che fanno parte del cast nel corso del programma cercano di portare avanti le loro personalità estremizzandole e creandosi così un personaggio.
La prima "Famiglia" era composta dal comico e conduttore Yoo Jae-suk, dal cantautore e presentatore Yoon Jong-shin, dal membro del gruppo idol Big Bang Daesung, dalla cantante Lee Hyo-ri, dall'attore Kim Su-ro, dal cantante Kim Jong-kook, dall'attore Park Hae-jin, dall'attrice Park Si-yeon, dall'attrice Park Ye-jin e dall'attore Lee Chun-hee. I membri della "famiglia" Park Ye-jin e Lee Chun-hee hanno lasciato lo spettacolo dopo 53 episodi per concentrarsi sulla loro carriera di attori. Verso la fine della serie, Park Si-yeon non ha potuto continuare le riprese dello spettacolo a causa di un infortunio.
Il 26 novembre 2009, è stato annunciato che Yoo Jae-suk e Park Si-yeon avrebbero lasciato lo spettacolo. Successivamente è stato riferito che la Prima stagione di Family-ga tteotda sarebbe terminata a causa dei programmi contrastanti e delle attività individuali dei membri. Il loro ultimo episodio è andato in onda nel febbraio 2010, ma era in previsione che lo show sarebbe tornato per una seconda stagione con un nuovo concept, team di produzione e cast. Tutti i membri della famiglia originale si sono quindi riuniti per gli ultimi tre episodi, compreso un episodio speciale per consegnare premi e fare una reunion.
| Nome                            | Periodo                     | Caratteristiche |
| ------------------------------- | --------------------------- | --- |
| Yoo Jae-Suk                     | Giugno 2008 / Febbraio 2010 | Il conduttore principale. Spesso è soprannominato "La cavalletta", nomignolo acquisito in uno show precedente nei suoi esordi. Con Daesung forma la coppia "Scemo e Più Scemo", mentre con Lee Hyo-Ri quella del "Fratello e Sorella Nazionali". Jae-suk, essendo il principale conduttore del programma, è spesso chiacchierone, intuitivo e capace di notare particolari divertenti nelle varie situazioni. Riesce ad esprimere i sentimenti e a descrivere i contesti, così come a spiegare bene le regole dei giochi al pubblico. Jae-suk, insieme a Daesung, si spaventa facilmente e si preoccupa durante le novità. Spesso viene sottomesso dai personaggi più forti, come Hyo-ri o Jong-kook, soprattutto durante le gare, creando attimi di humor; al contrario, spesso si impunta verso personaggi più deboli, come Jong-shin.1 |
| Lee Hyo-Ri                      | Giugno 2008 / Febbraio 2010 | Si autodefinisce "cool" e la "Signora di casa" ed è infatti la donna dominante dello show e talvolta la co-conduttrice. La "Fata Nazionale" ha spesso il ruolo di ammonire gli uomini della casa, in modo particolare quando combinano guai in cucina; in questi casi la scena è spesso accompagnata dal suono di due gatti che litigano. Allo stesso tempo, Hyo-ri accetta spesso di essere presa in giro, sia durante i giochi, sia per la faccia gonfia al mattino o con battutine sull'uso di alcool. Con Yoo Jae Suk forma la coppia dei "Fratello e Sorella Nazionali", mentre con Kim Jong-kook ha una relazione da cane e gatto, nonostante ricevano spesso allusioni ad una loro relazione sentimentale. |
| Yoon Jong-Shin                  | Giugno 2008/ Febbraio 2010  | Essendo il più vecchio del programma, ha spesso bisogno di cure e particolari attenzioni dal resto dei membri della famiglia, pur avendo nel 2008 solo 39 anni. Viene considerato il migliore nel fare il brodo per i cibi, cosa che però spesso consiste nel rovesciare di nascosto il preparato artificiale per ramen nella pentola. Viene spesso definito 'malaticcio', 'vecchietto', e con Kim Su-Ro forma la coppia dei "Quarantenni". Jong-shin è considerato quello più debole e fisicamente meno preparato e per questo viene quasi sempre scelto per ultimo nella formazione delle squadre per i giochi. In compenso è bravo nelle sfide orali e di intelligenza. Nelle scene in cui viene preso in giro per le sue debolezze, spesso in sottofondo viene suonata Dream Of Youth della colonna sonora di A Dirty Carnival. |
| Kim Su-Ro                       | Giugno 2008/ Febbraio 2010  | È molto sveglio e spesso se la prende con Chun-hee che invece è più tonto. Si è conquistato il nomignolo di "Suocera Kim" perché dà sempre a Chun-hee cose da fare. Per via dei suoi momenti scherzosi ed infantili, viene anche soprannomano "Il piccolino Su-ro". Quando si veste con l'hanbok, lo chiamano "Lo sciamano Su-ro". Definito il "Diavolo dei Giochi" per le sue performance fisiche durante le sfide, è uno dei più forti ed atletici; per questo, la sua canzone di sottofondo è la Marcia Imperiale. |
| Kang Dae-Sung (Big Bang)        | Giugno 2008 / Febbraio 2010 | Lontano dalla sua immagine di idol internazionale della boy band Big Bang, il più giovane della famiglia assiste Yoo Jae-suk nelle gag ed è visto come un fratello minore. È il fratello "Più Scemo" del duo "Scemo e Più Scemo", perché il suo QI pare sia il più basso della famiglia. Insieme a Kim Jong-Kook forma i "Fratelli dagli occhi piccoli", per via dei loro sottili occhi a mandorla. Daesung viene intimidito facilmente, soprattutto se sono ospiti i membri del suo gruppo, i Big Bang. Daesung è molto atletico, quindi viene scelto quasi subito per i giochi. Dato che è un bravo ballerino, è sempre in prima fila quando c'è da fare festa. |
| Kim Jong-Kook                   | Giugno 2008 / Febbraio 2010 | Nonostante inizialmente sia ritratto come il concorrente fisicamente più dotato, si scopre che Jong-kook è solo molto fortunato e che non riesce mai a vincere i giochi. Viene frequentemente chiamato "Kim Kook-jong" da Jae-suk e Hyo-ri, un gioco di parole tra il suo nome e la parola coreana "preoccupato". All'inizio si sentiva a disagio con Hyo-ri e Ye-jin, ma poi si creano delle love-line, rese più divertenti quando Yoo Jae Suk coinvolge anche la cantante Yoon Eun-hye, con cui Jong Kook aveva una love line nel precedente famoso show X-Man. Lui e Daesung adorano le girl band e spesso si mettono a ballare le loro canzoni. Gli amici intimi di Jong Kook, gli attori Cha Tae-hyun e Jang Hyuk appaiono più volte nello show, condividendo storie imbarazzanti e divertenti. |
| Park Hae-Jin                    | Luglio 2009 / Febbraio 2010 | Viene visto come "Il Ragazzo Delicato" per via dei suoi insuccessi nelle sfide,e per questo è considerato anche sfortunato. Secondo Su-ro, Hae-Jin potrebbe essere anche più sbadato di Chun-hee. Spesso Jong-kook gli spiega come diventare forte. |
| Persone ritiratesi precocemente |                             | |
| Lee Chun-Hee                    | Giugno 2008 / Giugno 2009   | Impersonificando il personaggio di Chunderella (gioco di parole tra il suo nome e Cinderella, Cenerentola in Inglese) o dello "sbadato Chun-hee", inizialmente sembrava essere un giocatore forte e vincente, per poi risultare essere sbadato e tontolone. Per questo, durante i suoi momenti di incomprensione vengono suonate diverse musiche (Childhood Memories, o la colonna sonora di C'era una volta in America). È costantemente preso di mira da Su-ro, che è un suo senior come attore e solo a volte cerca di ribellarsi ("Suocera Kim e Chunderella"). Quando come ospite è arrivato Lee Jun Ki, un attore più giovane di lui, ha preso esempio da Kim Su Ro come comportamento. Nonostante questo Chun-hee si è scoperto che ha un alto QI e che è stato addirittura contattato dalla Mensa. Inoltre possiede anche un patentino da sommozzatore. |
| Park Ye-Jin                     | Giugno 2008 / Giugno 2009   | Inizialmente vista come una piacevole presenza dai modi femminili e da signora, successivamente mostra il suo vero essere come "Dolce e Malvagia Ye Jin" o "Dolce e Feroce Signorina Ye-jin" per via dei suoi modi pratici e senza troppi pensieri quando si tratta di catturare pesci e galline o di cucinarli. Per un anno lei e Hyo-ri sono le uniche donne dello show, quindi con il compito di classificare gli uomini alla fine della giornata o di dividerli in una squadra ciascuna per i giochi. Le due hanno un ottimo rapporto e quando arrivano delle ospiti donne di uniscono come "sorelle maggiori". Spesso viene presa in giro per le sue esclamazioni di gioia a voce acuta e nasale. Ye-jin si dimostra combattiva quando sgrida Jae-suk durante la preparazione dei pasti e durante le gare, quando si trasforma e tira i capelli ai concorrenti avversari. Lo scandalo a tema amoroso tra lei e Jong-kook si è rafforzato dopo che i due girarono una pubblicità insieme. |
| Park Si-Yeon                    | Luglio 2009 / Dicembre 2009 | Dando un'impressione di "Ragazza Cittadina", è entrata molto in sintonia con Hyo-ri. Quando è con Park Hae-jin vengono definiti i "Fratelli Park". Lasciò lo show dopo 6 mesi per motivi di salute, a causa di problemi alla schiena conseguenti una caduta avvenuta durante le riprese di una fiction nel 2007. |

## Singolo
La famiglia ha registrato una canzone, intitolata 패밀리 의 하루 (Il giorno della famiglia), nell'episodio del 12 aprile 2009. La musica è stata scritta da Yoon Jong-Shin, mentre i testi sono stati scritti da tutta la famiglia e presentano molti degli eventi accaduti in famiglia. Il singolo digitale è stato rilasciato l'8 giugno 2009.

## Premi e riconoscimenti
| Anno | Premio                   | Categoria                 | Nominato          | Risultato |
| ---- | ------------------------ | ------------------------- | ----------------- | --------- |
| 2008 | SBS Entertainment Awards | Daesang (Grand Premio)    | Yoo Jae-suk       | Vincitore |
| 2008 | SBS Entertainment Awards | Excellence Award, Program | Family-ga tteotda | Vincitore |
| 2008 | SBS Entertainment Awards | Popularity Award          | Lee Chun-hee      | Vincitore |
| 2008 | SBS Entertainment Awards | Popularity Award          | Park Ye-jin       | Vincitore |
| 2008 | SBS Entertainment Awards | PD Award                  | Kim Su-ro         | Vincitore |
| 2008 | SBS Entertainment Awards | Best Writer               | Lee Mi-sun        | Vincitore |
| 2009 | SBS Entertainment Awards | Daesang (Grand Prize)     | Yoo Jae-suk       | Vincitore |
| 2009 | SBS Entertainment Awards | Daesang (Grand Prize)     | Lee Hyo-ri        | Vincitore |
| 2009 | SBS Entertainment Awards | Popularity Award          | Lee Hyo-ri        | Vincitore |
| 2009 | SBS Entertainment Awards | Best Teamwork             | Family-ga tteotda | Vincitore |